# Compsaditha basilewskyi
Compsaditha basilewskyi är en spindeldjursart som beskrevs av Beier 1962. Compsaditha basilewskyi ingår i släktet Compsaditha och familjen Tridenchthoniidae. Inga underarter finns listade i Catalogue of Life.